# Cabala cristiana

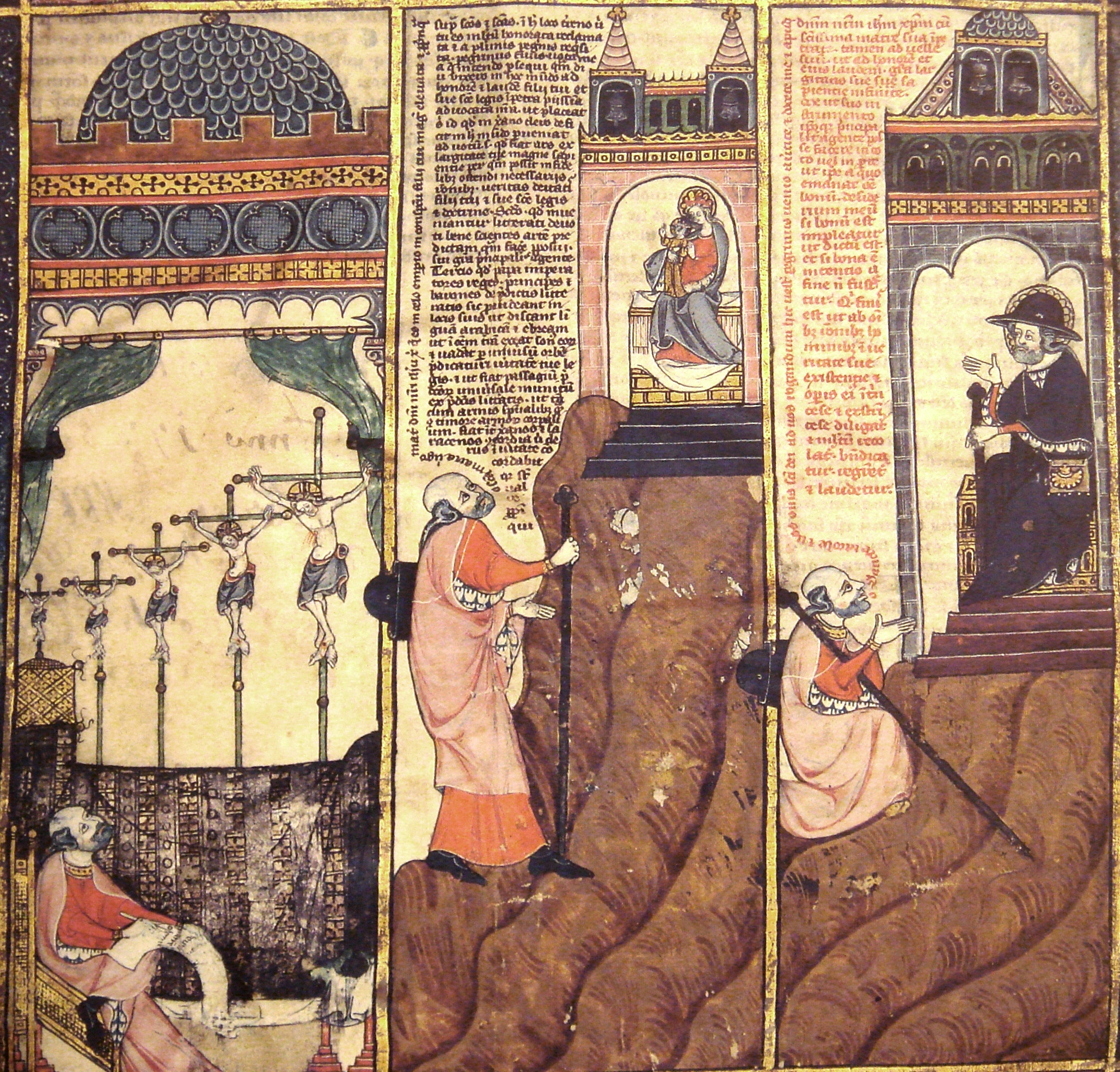
Manoscritto illuminato del XIV secolo, riprodotto in un libro di storia dei Templari

La cosiddetta Cabala cristiana fu un movimento mistico e speculativo, sorto nel XV secolo tra pensatori non ebrei ed ebrei convertiti al cristianesimo. Elementi di fondo di tale movimento erano la convinzione che gli insegnamenti occulti della Cabala ebraica fossero compatibili con la verità cristiana, il tentativo quindi di armonizzarli a tale verità e in qualche caso la pretesa che tali insegnamenti rinviassero, in definitiva, alla verità cristiana.
La Cabala cristiana usò procedure simili a quella ebraica, come la ghematria, ma utilizzò, oltre che la lingua ebraica, il greco o il latino.
Un esempio del sincretismo del movimento è il Pentagrammaton (nome a cinque lettere) che rappresenterebbe il nome segreto di Gesù. La lettera Šin ש, che rappresenta lo Spirito Santo, "scende" nel nome di Yahweh a comporre il nome del figlio Gesù.
Il risultato differisce in molti punti dalla cabala ebraica e si avvicina di più all'esoterismo.
Il più famoso esponente della Cabala cristiana è Pico della Mirandola che la espose nel suo Conclusiones philosophicae, cabalisticae et theologicae (Conclusioni filosofiche, cabalistiche e teologiche).
Un'introduzione alla moderna cabala cristiana, da un punto di vista mistico, è il libro The Mystical Qabalah (La Cabala mistica) della scrittrice britannica Dion Fortune (1890-1946).

## Origini
Il movimento fu influenzato da un desiderio di interpretare aspetti del cristianesimo ancor più misticamente dei precorsi mistici cristiani. I documenti neoplatonici greci arrivarono in Europa da Costantinopoli durante il regno di Maometto II. Il neoplatonismo era prevalente nell'Europa cristiana ed era confluito nello scolasticismo dalle traduzioni di testi greci ed ebraici in Spagna nel XIII secolo. Il Rinascimento fu un fenomeno di breve durata, finendo verso il 1750.
La Cabala cristiana "reinterpretò la dottrina cabalistica con una prospettiva decisamente cristiana, associando Gesù Cristo, la sua morte e risurrezione, alle dieci Sephirot", e collegando le tre Sephirot superiori alle ipostasi della Trinità e le ultime sette "al mondo inferiore o terreno", oppure "rendendo Keter il Creatore (o Spirito), Chokhmah il Padre e Binah — la madre superna — Maria", il che "pone Maria ad un livello divino con Dio, cosa che le chiese ortodosse hanno sempre rifiutato di fare". I cabalisti cristiani cercavano di trasformare la Cabala in "un'arma dogmatica da volgere contro gli ebrei per spronarli alla conversione — iniziando con Raimondo Lullo", che lo studioso Harvey J. Hames chiama "il primo cristiano a riconoscere ed apprezzare la kabbalah come strumento di conversione", sebbene Lullo non fosse egli stesso un cabalista né esperto di Cabala. La susseguente Cabala cristiana si basa più che altro su Pico della Mirandola, Johann Reuchlin e Paolo Riccio.
Dopo il XVIII secolo, la Cabala si fuse con l'occultismo europeo, parte del quale aveva una base religiosa; ma la popolarità della Cabala cristiana si era ormai spenta. Alcuni tentativi sono stati fatti per ravvivarla negli ultimi decenni, in particolare in relazione al neoplatonismo dei primi due capitoli della Vangelo di Giovanni, ma non è entrata nella corrente principale del cristianesimo.

## Precursori medievali

### Beato Raimondo Lullo

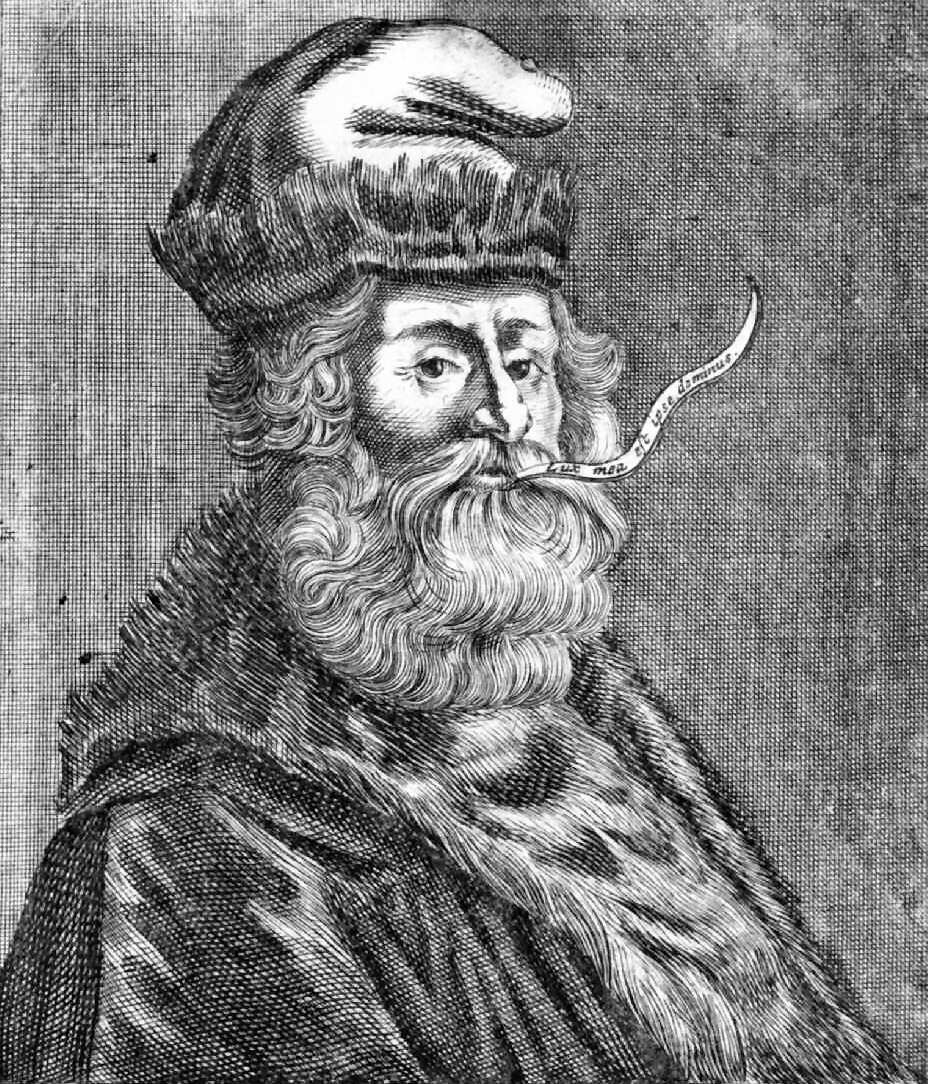
Il Beato Raimondo Lullo

Il francescano Ramon Lull (Raimondo Lullo) (ca. 1232-1316) fu "il primo cristiano a riconoscere ed apprezzare la kabbalah come strumento di conversione", sebbene "non fosse egli stesso un cabalista, né proficiente in nessun particolare approccio cabalistico". Non interessato alle possibilità dell'influenza erudita ebraica, che sarebbe iniziata nel tardo Rinascimento, la sua interpretazione della neonata Cabala fu rispetto alle possibilità di dibattito teologico con gli ebrei.

### Conversi spagnoli
Un'espressione iniziale della Cabala cristiana fu quella dei conversi spagnoli, dal tardo XIII secolo fino all'espulsione dalla Spagna del 1492. Tra questi si annovera Abner di Burgos (poi col nome acquisito alla conversione di Alfonso di Valladolid) e Pablo de Heredia. L'"Epistola dei Segreti" di Heredia è "la prima opera riconoscibile di Cabala cristiana" e venne citata da Pietro Galatino che influenzò Athanasius Kircher. Tuttavia la Cabala di Heredia consiste di citazioni di opere cabalistiche inesistenti e riferimenti distorti o falsi da fonti cabalistiche reali.

## Cabalisti cristiani
La Cabala cristiana fiorì completamente durante il Rinascimento come risultato di continui studi dei testi greci e di traduzioni eseguite da ebraisti cristiani. Anche l'invenzione della stampa giocò la sua parte in una più ampia diffusione dei testi.

### Pico della Mirandola
Tra i primi a promuovere la conoscenza della Cabala al di là dei circoli elitisti ebraici fu Giovanni Pico della Mirandola (1463–1494) studente di Marsilio Ficino presso la sua Accademia Fiorentina. La sua visione sincretica del mondo si combinò col platonismo, neoplatonismo, aristotelismo, ermetismo e Cabala.
L'operato di Mirandola riguardo alla Cabala fu ulteriormente sviluppato da Athanasius Kircher (1602–1680), prete gesuita, ermetista ed erudito eclettico; nel 1652, Kircher scrisse in materia sul suo Oedipus Aegyptiacus. Sebbene entrambi esercitassero nell'ambito della tradizione cristiana, entrambi erano interessati all'approccio sincretico. La loro attività portò direttamente all'Occulto e alla Cabala ermetica.
Non si può dire la stessa cosa di Reuchlin, Knorr von Rosenroth e Kemper.

### Johannes Reuchlin

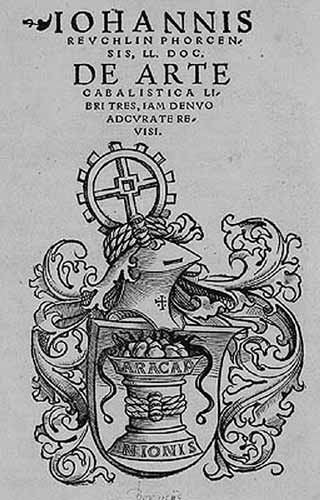
Frontespizio di De arte cabalistica libri tres, iam denua adcurate revisi di Reuchlin, 1530

Johannes Reuchlin (1455–1522) fu "il seguace più importante di Pico". Le sue fonti principali per la Cabala furono Menahem Recanati (Commentario alla Torah, Commentario sulle preghiere quotidiane) e Joseph Gikatilla (Sha'are Orah, Ginnat 'Egoz). Reuchlin sosteneva che la storia umana si dividesse in tre periodi: un periodo naturale in cui Dio si rivelò come Shaddai (in ebraico שדי‎?), il periodo della Torah in cui Dio "si rivelò a Mosè tramite il nome a quattro lettere del Tetragramma" (יהוה) ed il periodo della redenzione. Il nome a cinque lettere associato a questo periodo è il Tetragramma con l'aggiunta della lettera Šin (ש). Questo nome, YHShVH (יהשוה per "Gesù", sebbene la versione ebraica del nome sia  יהושוע), è anche noto come il Pentagrammaton. Il primo dei due libri sulla Cabala scritti da Reuchlin, De verbo mirifico, "parla del [...] nome miracoloso di Gesù derivato dal tetragramma". Il suo secondo libro, De arte cabalistica, è "una più ampia ed erudita escursione nei vari aspetti cabalistici".

### Francesco Zorzi

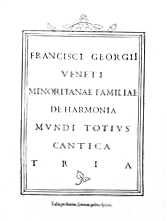
Frontespizio di De harmonia mundi di Francesco Zorzi

Francesco Zorzi (1467–1540) fu un frate francescano veneto ed è stato considerato una figura centrale della Cabala cristiana del XVI secolo sia dai suoi contemporanei sia dagli studiosi moderni. Secondo Giulio Busi, fu il cabalista cristiano più importante, secondo solo al fondatore Giovanni Pico della Mirandola. Il suo De harmonia mundi, fu "un libro massiccio e curioso, ricolmo di ermetismo, platonismo, cabalismo".

### Paolo Riccio
Paolo Riccio (1506–1541) "unificò i dogmi sparsi della Cabala cristiana in un sistema internamente consistente", basandosi su Pico e Reuchlin e aggiungendoci "un'originale sintesi di fonti cabalistiche e cristiane".

### Balthasar Walther
Balthasar Walther, (1558-ca. 1630), fu un medico della Silesia. Negli anni 1598-1599, Walther intraprese un pellegrinaggio in Terra santa per conoscere le complessità della Cabala e del misticismo ebraico dai gruppi di Safed e altrove, anche tra i seguaci di Isaac Luria. Nonostante la sua pretesa di aver trascorso sei anni in questi viaggi, sembra che invece abbia fatto solo diversi viaggi brevi. Walther stesso non produsse opere significative di Cabala cristiana, ma mantenne una voluminosa raccolta di manoscritti di opere magiche e cabalistiche. La sua importanza per la storia della Cabala cristiana risiede nelle sue idee e dottrine, che esercitarono una profonda influenza sulle opere del teosofista tedesco Jacob Böhme, in particolare la sua Della triplice vita dell'uomo. Quaranta questioni sull'anima o Psicologia vera. Dell'incarnazione di Gesù Cristo. Sei punti teosofici. Del mistero celeste e terrestre. Degli ultimi tempi (Vierzig Fragen von der Seelen Urstand) (ca. 1620).

### Athanasius Kircher
Il secolo successivo produsse Athanasius Kircher, prete gesuita tedesco, eclettico erudito. Scrisse voluminosamente in materia nel 1652, aggiungendo al tutto elementi ulteriori di Orfismo e di mitologia egizia, che inserì nella sua opera, Oedipus Aegyptiacus. Fu illustrata da un adattamento dell'Albero della Vita fatto da Kircher stesso. Tale versione dell'Albero è ancora usata dalla Cabala occidentale.

### Sir Thomas Browne

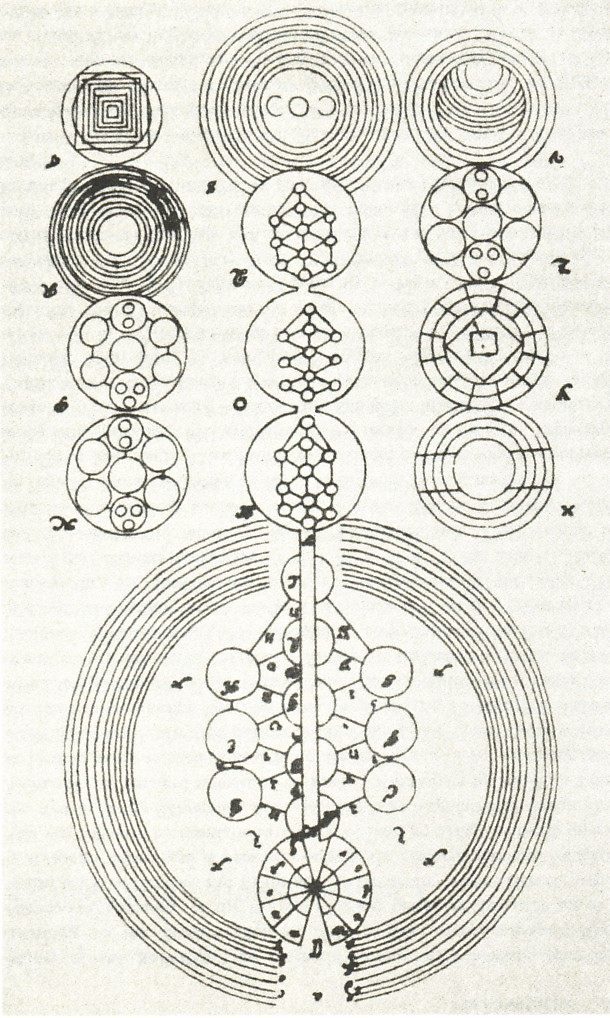
Diagramma sefirotico tratto da Kabbala Denudata di Knorr von Rosenroth

TIl filosofo e medico Sir Thomas Browne (1605–1682) è riconosciuto come uno dei pochi studiosi inglesi della Cabala del XVII secolo. Browne conosceva l'ebraico, possedeva una copia dell'opera di Francesco Zorzi sulla Cabala cristiana altamente influente, intitolata De Harmonia Mundi totius (1525), e accennò alla Cabala nel suo discorso "Il Giardino di Ciro" (The Quincuncial Lozenge, or Network Plantations of the Ancients, naturally, artificially, mystically considered) e sull'enciclopedia  Pseudodoxia Epidemica, che fu tradotta in tedesco dall'ebraista e promotore della Cabala, Christian Knorr von Rosenroth.

### Christian Knorr von Rosenroth
Christian Knorr von Rosenroth (1636–1689) divenne noto come traduttore, commentatore e curatore di testi cabalistici; pubblicò la Kabbala denudata ("Kabbalah Unveiled", 1677–1678) in due volumi, "che praticamente da sola venne a rappresentare per l'Europa cristiana l'autentica kabbalah (ebraica) fino a metà del XIX secolo". La Kabbala denudata contiene traduzioni latine di sezioni di Zohar, Pardes Rimonim di Moses Cordovero, Sha'ar ha-Shamayim e Beit Elohim di Abraham Cohen de Herrera, Sefer ha-Gilgulim (trattato lurianico attribuito a Hayim Vital), con commentari di Knorr von Rosenroth e Henry More; alcune edizioni susseguenti includono un riassunto della Cabala cristiana (Adumbratio Kabbalæ Christianæ) di F. M. van Helmont.

### Johan Kemper
Johan Kemper (1670–1716) fu un insegnante di ebraico presso la Università di Uppsala dal 1697 al 1716, anno della sua morte. Probabilmente fu il tutore di ebraico di Emanuel Swedenborg.
Kemper, precedentemente conosciuto come Moses ben Aaron di Cracovia, si convertì dall'ebraismo al Luteranesimo. Durante il suo periodo di docenza a Uppsala, scrisse un'opera in tre volumi sullo Zohar intitolata Matteh Mosche ("Il Bastone di Mosè"). In tale opera cercò di dimostrare che lo Zohar contenesse la dottrina cristiana della Trinità.
Questa credenza lo spinse a pubblicare una traduzione letterale del Vangelo di Matteo in ebraico ed un commentario cabalistico su di esso.